# European Information, Communications and Consumer Electronics Technology Industry Associations

Logo DIGITALEUROPE

De European Information, Communications and Consumer Electronics Technology Industry Associations (beter bekend in de afkorting EICTA) is een Europese handelsorganisatie gevestigd in Brussel. Ze groepeert bedrijven in de elektronica- en telecommunicatiesector.

## Geschiedenis
EICTA  is opgericht in november 1999. EICTA vindt zijn oorsprong in twee voormalige Europese industriegroeperingen: ECTEL en eurobit.
In oktober 2001, fuseerde EICTA met EACEM, of European Association of Consumer Electronics Manufacturers, met behoud van zijn oorspronkelijke naam.

## Leden
Naast de nationale vertegenwoordigers zijn volgende firma's lid:
- Accenture
- Agilent Technologies
- Alcatel-Lucent
- Apple
- Blaupunkt
- Canon Europa
- Cisco Systems
- Dell Computer
- EADS
- Epson Europe
- Ericsson
- Fujitsu
- Grundig
- Hewlett-Packard
- Hitachi Europe Ltd
- IBM
- Infineon Technologies
- Intel
- Kenwood Electronics Europe
- Konica Minolta
- Lexmark International
- Lucent Technologies
- Marconi Corporation plc
- Microsoft
- Motorola
- NEC Europe
- Nokia
- Nortel Networks
- Panasonic Corporation
- Philips Consumer Electronics
- Pioneer Europe
- Samsung Europe
- Sanyo
- SAP
- Sharp Electronics
- Siemens
- Sony
- Sun Microsystems
- Texas Instruments
- Thales
- Thomson
- Toshiba Information Systems